# Jűnlóng
Jűnlóng (kínaiul: 元朗區, népszerű latin betűs átírással Yuen Long) Hongkong egyik kerülete, mely az Új területek városrészhez tartozik. Itt található a Hong Kong Wetland Park, a Námszáng vaj láp, a Majphó (Mai Po) természetvédelmi terület, a Kathing vaj (Kat Hing Wai) fallal körülvett falu, a Tájfú taj udvarház.